# John Norris (Admiral)

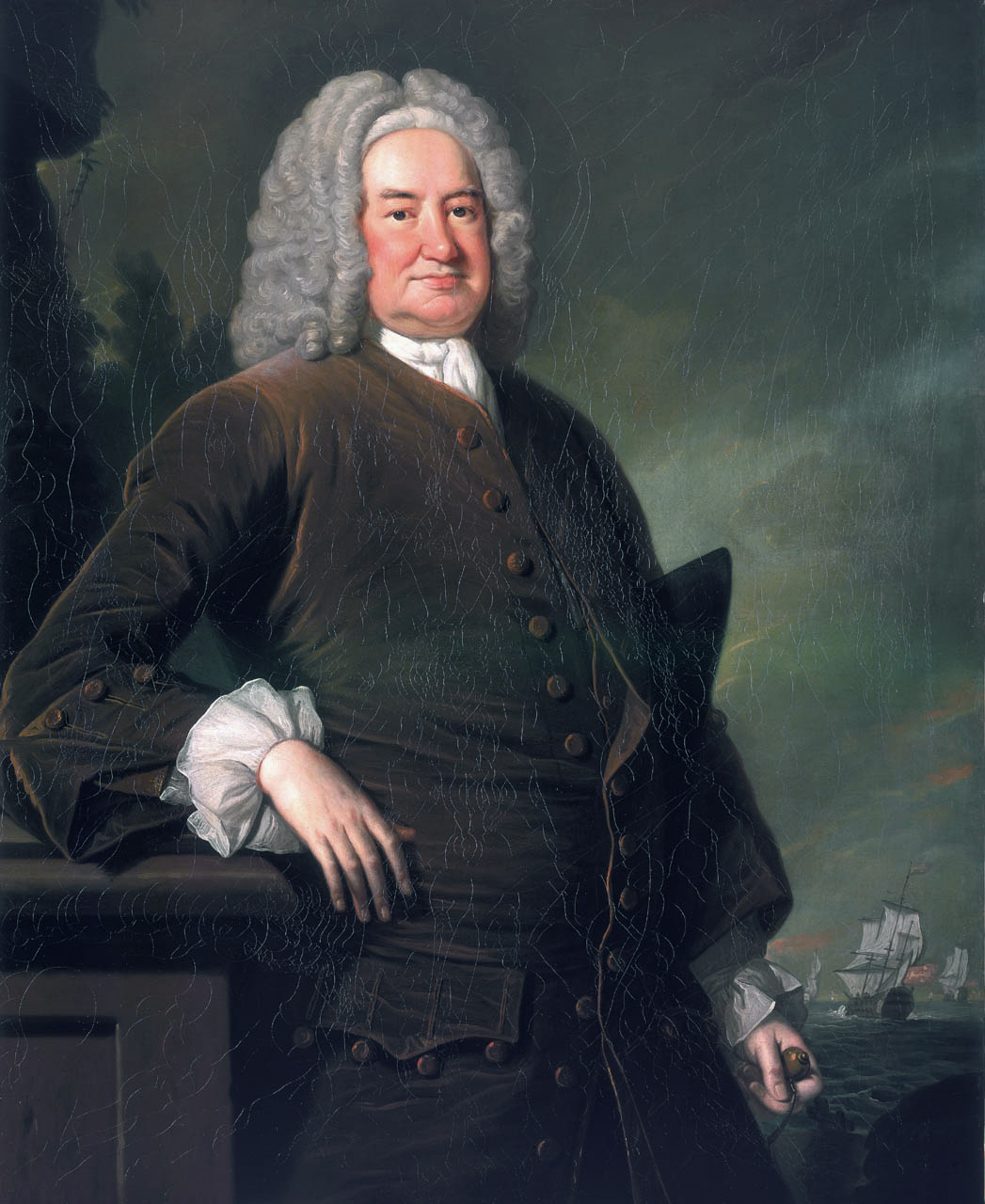
Admiral of the Fleet und Commander-in-Chief Sir John Norris

Sir John Norris (* 1670/1671; † 13. oder 14. Juni 1749) war ein britischer Marineoffizier des 17. und 18. Jahrhunderts, der seinen Dienst in der Royal Navy unter König Georg II. als Commander-in-Chief beendete.

## Erste Lebensjahre
Über seine ersten Lebensjahre sind keine Angaben bekannt. Weder seine Eltern noch sein Geburtsort oder -jahr waren bisher sicher zu ermitteln. Es gab Spekulationen, dass ein John Norris of Speke aus Lancashire geboren 1662 der spätere Admiral sei. Aber "the Norris Papers", veröffentlicht 1846 von der Chatham Society, sprechen von einer falschen Annahme. Ebenfalls unbelegt ist die Behauptung von John Campbell in "Lives of the Admirals", seine Vorfahren kämen aus einer angesehenen irischen Familie.
Der erste Nachweis erfolgte, als er am 14. September 1680 als Diener des Kapitäns Richard Borthwick auf der Cloucester Hulk in Woolwich anheuerte. Weitere Dienstherren waren der spätere Admiral Cloudesley Shovell und Admiral Edward Russel. Nach der Seeschlacht vor der Bantry Bay 1689 wurde er für seinen besonderen Einsatz in dieser Schlacht zum Lieutenant auf dem Kriegsschiff Edgar ernannt. Von vielen Einsätzen sei nur der Einsatz in der Schlacht bei Vélez-Málaga 1704 erwähnt.

## Frühe Karriere
Im Mai 1699 heiratete er Elizabeth Aylmer, die Tochter von Admiral Matthew Aylmer, was seiner Karriere förderlich war. Er wurde 1705 zum Knight Bachelor geschlagen und stieg 1709 in den Rang eines Admirals auf. Er war von 1708 bis zu seinem Tod Member of Parliament. 1707 diente er unter Admiral Sir Cloudesley Shovell und nahm an der Belagerung von Toulon teil. Norris war mit seinem Flaggschiff Torbay auch zugegen, als es am 22. Oktober 1707 zum sogenannten Großen Unglück vor den Scilly-Inseln kam, in dessen Verlauf die Royal Navy Shovell und vier seiner Schiffe samt ca. 2000 Besatzungsmitglieder verlor.
Norris, dessen Spitzname „Foul-Weather-Jack“ lautete, war bereits unter König Georg I. mehrfach in der Ostsee eingesetzt, um hier im Auftrag des Königs die Stärke des Königreichs Großbritannien zu demonstrieren und die Handelsinteressen durchzusetzen.

## Ostseeoperationen
1715 wurde Norris mit einer Flotte in die Ostsee beordert, um offiziell Händlerkonvois zu begleiten und gleichzeitig Druck auf das expandierende Königreich Schweden auszuüben. Er hatte Umgang mit Peter I., der ihm anbot, als Befehlshaber der Russischen Marine eingesetzt zu werden, was Norris aber ablehnte.
1716 wurde Norris erneut in nordischen Gewässern eingesetzt, um die Schweden daran zu hindern, im Interesse der Jakobiten Schottland zu erobern. Er war zudem auch als Vermittler tätig und verhandelte 1717 erfolglos in Amsterdam mit Zar Peter I. die politischen Belange zwischen Russland und dem Königreich Großbritannien.
Nach dem Tod von König Karl XII von Schweden im Jahr 1718 trat Georg I. in Verhandlungen mit Schweden, wodurch die gegenseitigen Beziehungen verbessern sollte. In der Folge wurde Norris an der schwedischen Ostküste zum Schutz vor russischen Verwüstungen eingesetzt. Die Russen zogen sich schließlich in heimatliche Gewässer zurück, so dass Norris zurück nach England segelte.
Er wurde öfter wieder mit dem Schutz schwedischer Küsten betraut, zuletzt 1727.
1737 wurde er schließlich zum Admiral of the Fleet und Commander-in-Chief ernannt.
1739 engagierte sich Norris auch für soziale Projekte und unterstützte Thomas Coram bei der Gründung eines Krankenhauses für Findelkinder.

## Französische Invasion
1744 wurde Norris mit der äußeren Verteidigung der britischen Inseln betraut und sollte einer ständigen Bedrohung einer französischen Invasion entgegenwirken. Als 1744 tatsächlich ein Invasionsversuch erfolgte, war Norris vorbereitet. Allerdings wurde die Invasion durch starke Stürme verhindert, die hohe französische Verluste nach sich zogen und die Bedrohung zunächst beendeten.
Norris ließ sich daraufhin im selben Jahr nach 54 Dienstjahren in den Ruhestand versetzen.